# Ingeborg Weigand
Ingeborg Weigand (* 10. Februar 1920 in Hannover; † 1995 in Schwifting) war eine deutsche Malerin und eine unter dem Namen Franziska Sellwig veröffentlichende Autorin.

## Leben
Weigand verbrachte ihre Jugendzeit in Düsseldorf und besuchte das dortige Lyzeum. In Krefeld besuchte sie die Textil- und Webeschule, wechselte dann in eine Düsseldorfer Mal- und Zeichenschule. Während der Zeit des Nationalsozialismus wurde ihr Vater als Gegner des Regimes durch die Geheime Staatspolizei verhaftet und in das KZ Esterwegen verschleppt. Sie musste in der Folge ihre Ausbildung unterbrechen. Gegen Ende des Krieges siedelte die Malerin nach München über, dort absolvierte sie die Akademie der Bildenden Künste. Es folgten Ausstellungen in verschiedenen Städten Europas. 1967 nahm sie eine Lehrtätigkeit an einer Münchner Kunstschule auf, bis sie 1972 eine eigene Mal- und Zeichenschule für Frauen gründete. 
Nachdem der Vater Suizid begangen hatte, begann sie zu schreiben. Ihre erste Veröffentlichung war der Prosa-Band Orangen auf dem Gefängnishof. Hilde Domin rezensierte das Werk mit den Worten: „Eine antifaschistische Jugend während der Hitlerzeit haben noch andere erlebt, aber es zu vermitteln in einer so großartigen Form, das ist zu bemerken. Es ist ein ganz ungewöhnliches Buch!“. Elfriede Jelinek bezeichnete sie als „eine große Erzählerin.“ Sie veröffentlichte in der Folge den Gedichtband Ich bin eine Negerin, weiß, den Prosaband Der Graben, die Gedichtbände Die mit den langen Mänteln, Winterfeuer, die Novellensammlung Gewitter sowie zahlreiche Veröffentlichungen in Anthologien und Rundfunksendungen. Ihr schriftstellerischer Nachlass wird verwaltet durch das Münchner Literaturarchiv Monacensia.
Ingeborg Weigand lebte dreißig Jahre mit dem Lyriker Rodja Weigand in der Nähe von Landsberg/Lech, bis sie 1995 starb. Das Neue Stadtmuseum Landsberg veranstaltete eine Gedenkausstellung.

## Werke (Auswahl)
- Winterfeuer, Schwiftinger Galerie-Verl., 1990
- Tee und Butterkekse, Deutscher Taschenbuch-Verlag, 1987
- Das Gewitter, Schwiftinger Galerie-Verl., 1986
- Die mit den langen Mänteln, Schwiftinger Galerie-Verl. für Bildkunst u. Literatur, 1984
- Der Graben, Schwiftinger Galerie-Verl. für Bildkunst u. Literatur, 1983
- Ich bin eine Negerin, weiss, Schwiftinger Galerie-Verl. für Bildkunst u. Literatur, 1980
- Orangen auf dem Gefängnishof, Schwiftinger Galerie-Verl. für Bildkunst u. Literatur, 1979